# Caserna San Francisco
La Caserna o Quarter San Francisco és un edifici d'un museu militar registrat a l'Inventari Nacional hondureny com a Patrimoni Històric Nacional Cultural d'Hondures.

## Història
En 1592 el Convent de San Diego de Álcala va ser fundat per fra Nicolás de Vargas, fra Alonso de Padilla, fra Bartolomé Velásquez i fra Gil de Figueroa, al com van anomenar Església i convent de San Diego de Álcala, a la Vila de San Miguel de Heredia de Tegucigalpa, després va ser denominat Església de San Francisco que va passar a estar abandonat i va ser demolit en 1730, posteriorment s'aprofità el terreny per a l'edificació de la Caserna de San Francisco entre els anys 1731 a 1735, mitjançant les donacions que feien el senyor don Alonso Rodríguez Bravo i habitants de la Real Minas de Tegucigalpa (Rosts de Plata).
El 1802 va ser destinat per a impartir classes de gramàtica llatina, escriptura, aritmètica, filosofia i religió, a càrrec del pare José Antonio Murga. Entre els alumnes es trobaven: Francisco Morazán, José Antonio Márquez, Diego Vigil i Cocaña, Liberato Moncada, Joaquín Rivera Bragas, José Santos Guardiola Bustillo, entre d'altres. I en 1828 les instal·lacions són declarades base militar per a les tropes revolucionàries. Un any després el general Francisco Morazán Quezada, confisca el local en custòdia de la Batllia Major de Tegucigalpa, és destinat per a una impremta on es publique el diari oficial La Gaceta (Hondures) i per a encunyar.
Poc després, el 1831 és començar ser la seu de la primera Escola Militar d'Hondures nomenant-se com primer director al Coronel Narciso Benitez, de nacionalitat colombiana. El 19 de setembre de 1847 el local acaba sent cedit a la recent inaugurada Universitat Nacional d'Hondures, a càrrec del sacerdot José Trinidad Reyes, Miguel Ángel Bustillo, el Bisbe Francisco de Paula Campoy i Pérez i el President don Juan Lindo.
En 1881 passa a ser novament seu de l'Escola Militar d'Hondures, inaugurada en el govern del Doctor Marco Aurelio Soto, d'aquesta escola es gradua el president general Vicente Tosta Carrasco. I en 1890 durant els combats de l'intent de cop d'estat al president General Luis Bográn, per part del general Longino Sanchéz en la seua condició de Comandant d'armes de San Miguel de Tegucigalpa, l'edifici va patir danys en la façana i l'enderrocament de part del sostre.
En el 1904 seria en aquest edifici s'entonés per primera vegada amb música i veu de la Banda Marcial d'Hondures, l'Himne Nacional d'Hondures creació d'Augusto C. Coello i el mestre Carlos Hartling.

## Adreça
Està situat en a ciutat de Tegucigalpa, Municipi del Districte Central i cabdal d'Hondures; enfront del "Parque Valle" i contigu a l'Església de San Francisco. Entre el carrer "Las Damas" i carrer "Salvador Corleto", avinguda "Cervantes" i avinguda "Cristóbal Colón" al Barri El Centro.

## Anotacions i referències
1. ↑  [enllaç sense format] http://www.historiadehonduras.hn/historiasdelahistoria/index2.htm